# Akrabjerg

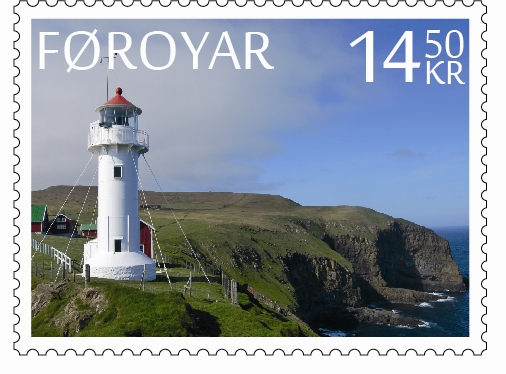
Akraberg

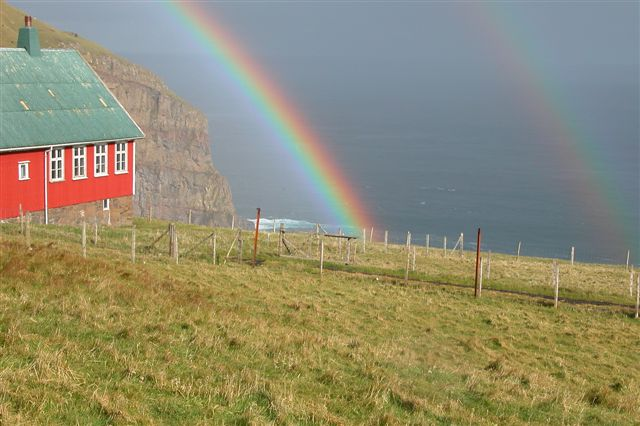
Een regenboog op de Akraberg

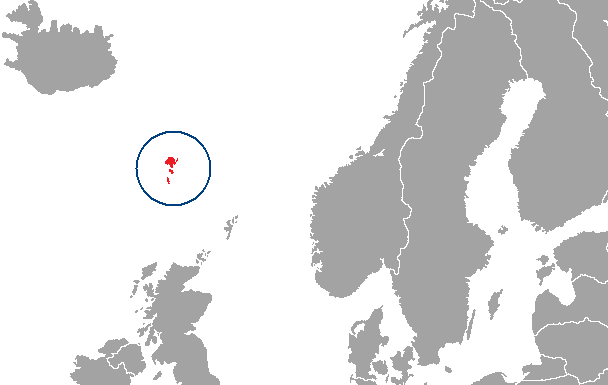
De Faeröer-eilanden

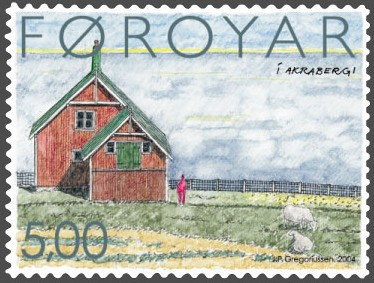
Het wachthuisje op de Akraberg

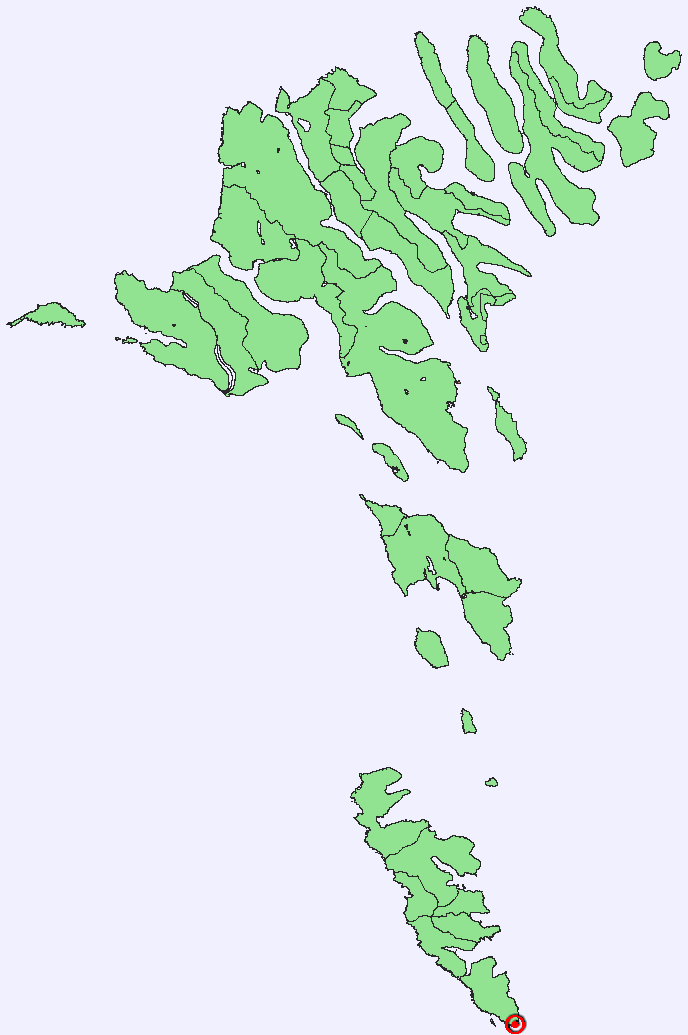
Kaart van de Faeröer-eilanden

Akrabjerg is een Friese sage die werd gepubliceerd in Friesche sagen van Theun de Vries.

## Het verhaal
Toen de Franken de Friezen te sterk waren geworden onder Karel de Grote en het christendom invoerden, trokken de hardnekkigste heidenen op schepen het land uit. Met de drakenboten werden ze zeerovers net als de Denen en maakten vele ladingen buit in de zeehavens van de Balten. Friese schepen lieten ze varen en ze vroegen hoe het in de gouwe stond, maar hoorden steeds dat het niet verstandig was terug te keren. Ze leefden en stierven op zee en de roversvloot werd op een dag door een storm uiteengedreven. Een van de schepen kwam op Suderö terecht, het zuidelijkste eiland van de Faeröer-eilanden.
De Suderöers waren net als de andere Faeröers christenen geworden en hadden een bisschop met de naam Kirkebö en ze gingen de Friezen vriendschappelijk tegemoet. De mannen verstaan elkaar ondanks het taalverschil en de Friezen vragen of ze een stuk land mogen hebben, waar ze hun leven opnieuw kunnen oppakken. De zuidrand van Suderö werd aangewezen, het heette Akrabjerg. De Friezen bouwden een nederzetting met hoeven en ontgonnen het land. De bewoners van de andere eilanden kwamen kijken en men werd vrienden met de heidenen die de gebruiken van hun geboorteland in ere hielden. Maar de Friezen werden gekerstend en alleen een hoge aarden wal op de Akrabjerg herinnert nu nog aan hen.
De Friezen op de Akrabjerg zien een vreemde boot naar hun kust varen, er is geen stuurman en er zijn geen riemslagen te horen. De Friezen gaan aan boord en ontdekken zeven lijken in het ruim en ze sluiten dit snel. De priester van Thonar stelde voor de volgende dag te bespreken wat er gedaan moest worden en men ging slapen. De volgende ochtend is de dodenboot verdwenen en de priester van Thonar vindt dit een onheilspellend voorteken. De Friezen kregen diezelfde dag nog vreemde koortsen en na enkele dagen stierven kinderen, vrouwen en zwakke mannen. Later stierven ook de sterke mannen en de ziekte sloeg over op de andere eilandbewoners en ging al snel over op alle Faeröer-eilanden.
De Dood woedt lange tijd en er is nog maar één Fries gezin over, een vader met zeven zonen zo sterk als reuzen en ze zijn erg knap. Zelfs Redbald heeft niet zulke mannen aan zijn koningstafel gehad en zij verbrandden hun gestorven landgenoten op heidense wijze. Ze bouwden een nieuwe hoeve op het eenzame Akrabjerg. De Fries van de Akrabjerg werd gevreesd door de andere eilandbewoners, hij was zo sterk als een Titaan. Op andere eilanden begon het herstel ook en de bisschop van Kirkebö was ook een enorm sterke man. De bisschop wil een grote hoofdkerk wijden aan de heiligen van Kirkebö en zijn dienaren gaan de schatting halen bij de eilandbewoners.
De Noordelijke Faeröer-bewoners stemmen schoorvoetend toe, omdat ze in de kerk de priester kunnen aanhoren. Maar de Zuiderlingen kregen de bisschop toch nooit te zien en kregen de mis van de kapelaan, slechts enkele dagen per jaar konden ze de bisschop zien. De bisschop riep de Noordelingen op de Zuiderlingen te tuchtigen en ook de Zuiderlingen gaan op pad. Met zeisen en bijlen trekken de Zuidelijke boeren naar de Akrabjerg en vragen de Fries om mee te vechten, maar hij zwijgt en lacht alleen. In de laagte van Mannafell begint het gevecht en de bisschop wint de strijd en kan zijn schatting innen, maar er zijn vele mannen gedood. Het volgende jaar wil de bisschop nog meer geld voor de bouw van de kerk en de Zuiderlingen komen nogmaals in opstand.
Een oude man zegt dat de mannen an Suderö en Saudö de Fries en zijn zonen als aanvoerder moeten nemen, zodat ze tegen de kracht van de priester bestand zijn. De Fries zit achter het weefgetouw en zegt dat hij geen Christen is en niet kan oordelen of de bisschop de Zuiderlingen onrecht aandoet. Pas als de Fries hoort dat de bisschop net zo sterk is als hijzelf, neemt hij de sikkel van de muur en wenkt zijn zonen. De Heidenfriezen van de Akrabjerg staan aan het hoofd van de oproerlingen en dezelfde avond gaan ze aan boord van schepen en ze worden pas bij het Kollefjord gezien. De bisschop stuurt een vaandeldrager met witte vaandel naar de Zuiderlingen en hij wil een krachtproef doen.
De bisschop pakt een steen op en gooit deze voor de voeten van de Zuiderlingen. Er stappen acht mannen naar voren en de vader pakt de steen met één hand op en gooit deze naar zijn zonen, die de steen ook overgooien alsof ze een balspel spelen. De bisschop is verslagen, maar trekt zijn zwaard en slaat op de Fries van de Akrabjerg in, de strijd begint en na een lange strijd vlucht de bisschop met de Noordelingen. De Zuiderlingen zetten de achtervolging in op zee en de boot van de Friezen gaat voorop, de acht mannen verslaan honderden Denen.
De bisschop klimt op de muur van de in aanbouw zijnde hoofdkerk en wordt omsingeld door de acht, hij blijft er drie dagen en nachten. De andere Zuiderlingen zijn echter bang voor de geheiligde muur en vrezen de vloek van de priester. De Friezen slachten schapen van de bisschop en wachten geduldig. Op de vierde dag valt de priester en de Fries gooit hem te pletter tegen de muur. De oorlog is ten einde en de nieuwe priester betaalt de bouw van de kerk uit eigen middelen. Na de dood van de Fries trokken de zonen weg van het huis van de Akrabjerg en lieten zich dopen, ze trouwden met Suderöer vrouwen en ze gingen op in het volk.

## Achtergronden
- Zie Akraberg op Suðuroy.
- De pest sloeg toe in 1349-1350, zie ook Zwarte Dood.
- Een schatting is een soort belasting.